# Код Левенштейна
Код Левенштейна — это универсальный код, позволяющий кодировать неотрицательные целые числа. Он был придуман Владимиром Левенштейном.
Код нуля — это «0»; для кодирования положительного числа используется алгоритм:
1. Инициализировать счетчик шагов С = 1, K — код числа(изначально пустой).
2. Записать двоичный код кодируемого числа без «старшей» 1 (например, число 1100 записать как 100; число 100 — как 00).
3. Дописать полученное в начало K.
4. Пусть M — количество бит, записанных на втором шаге. Перевести M в двоичный вид.
5. Если М не пусто, то С = С + 1, и повторить алгоритм с шага 2 для полученного М. Иначе перейти на шаг 6.
6. Записать С штук единиц и 0 в начало кода К (например, если счетчик С = 2, К = 0 011, получить: 110 0 011) — код Левенштейна.

Код Левенштейна для первых 24 чисел будет выглядеть так:
```
 0 0
 1 10
 2 110 0
 3 110 1
 4 1110 0 00
 5 1110 0 01
 6 1110 0 10
 7 1110 0 11
 8 1110 1 000
 9 1110 1 001
10 1110 1 010
11 1110 1 011
12 1110 1 100
13 1110 1 101
14 1110 1 110
15 1110 1 111
16 11110 0 00 0000
17 11110 0 00 0001
18 11110 0 00 0010
19 11110 0 00 0011
20 11110 0 00 0100
21 11110 0 00 0101
22 11110 0 00 0110
23 11110 0 00 0111
24 11110 0 00 1000
```

Пусть К — код Левенштейна. Для расшифровки кода Левенштейна необходимо:
1. Посчитать количество С единичных бит до первого нулевого бита.
2. Если С = 0, то закодированное значение — 0. Если нет, перейти на шаг 3.
3. Отбросить из К эти С единиц и следующий за ними 0. Записать новое значение К.
4. Установить переменную N = 1. Ввести счетчик шагов P = С — 1.
5. Если P = 0, то N — искомое число. Если нет, перейти на шаг 6.
6. Считать первые N бит из К. Записать новое значение К без считанных N бит.
7. К считанной записи добавить 1 в начало (например, считано 00, получено: 100).
8. Преобразовать полученное значение в десятичную систему (или исходную, если известно) — новое значение переменной N.
9. P = P — 1. Повторить с шага 5.

При кодировании Левенштейна положительное число всегда на 1 бит больше, чем при омега-кодировании Элиаса. Однако, кодом Левенштейна можно закодировать ноль, в то время как при омега-кодировании Элиаса необходимо переобозначать все цифры таким образом, чтобы ноль представлялся единицей.

## Источник
- 1968 paper by V. I. Levenshtein